# صادق‌آباد (شازند)
صادق‌آباد روستایی در دهستان زالیان بخش زالیان شهرستان شازند استان مرکزی ایران است.

## جمعیت
بر پایه سرشماری عمومی نفوس و مسکن در سال ۱۳۹۵ جمعیت این مکان ۵۸ نفر (۲۵خانوار) بوده‌است.